# Riccardo Quartararo
Riccardo Quartararo (né à  Sciacca, Sicile, en 1443 et mort à Palerme en 1506) est un peintre italien de la Renaissance, actif en Sicile et à Naples .

## Biographie
Ses premières œuvres documentées à Palerme sont une bannière processionnelle ou Gonfalone (1485) pour la Confraternité Santa Elena à Corleone. De 1491 à 1501, il est actif à Naples, travaillant avec Costanzo Moysis de Venise comme documenté dans le testament de 1492 de Quartararo et son épouse Antonella Siscorsa. Il a également peint une Santa Cecilia pour la cathédrale de Palerme.
Deux tablettes en bois peint représentant deux saints, dont une Sainte Marguerite, au Musée National de Palerme lui sont attribuées ainsi que deux peintures sur bois de saint Jean-Baptiste et d'un Saint Jean,,.

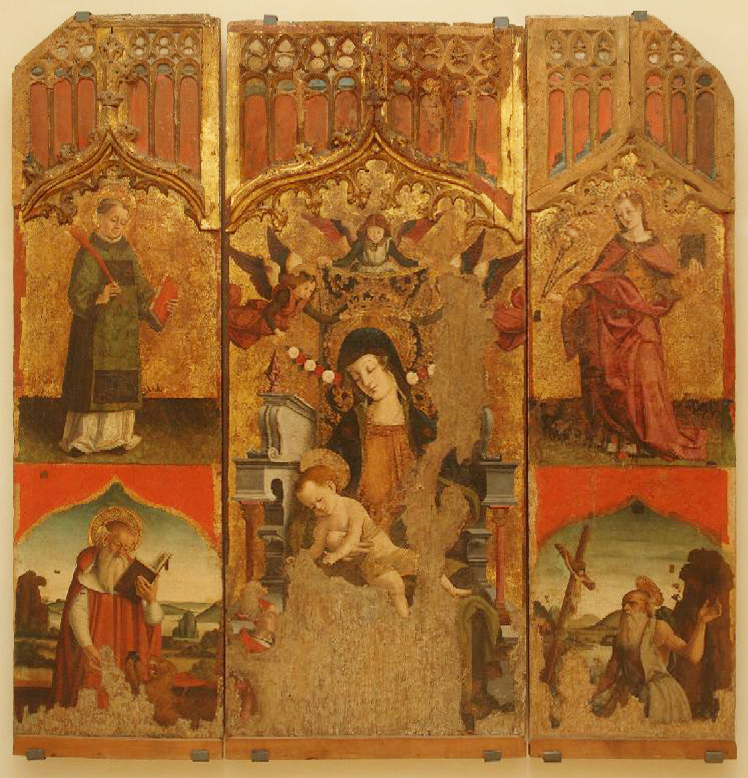
Triptyque de la Vierge à l'Enfant.
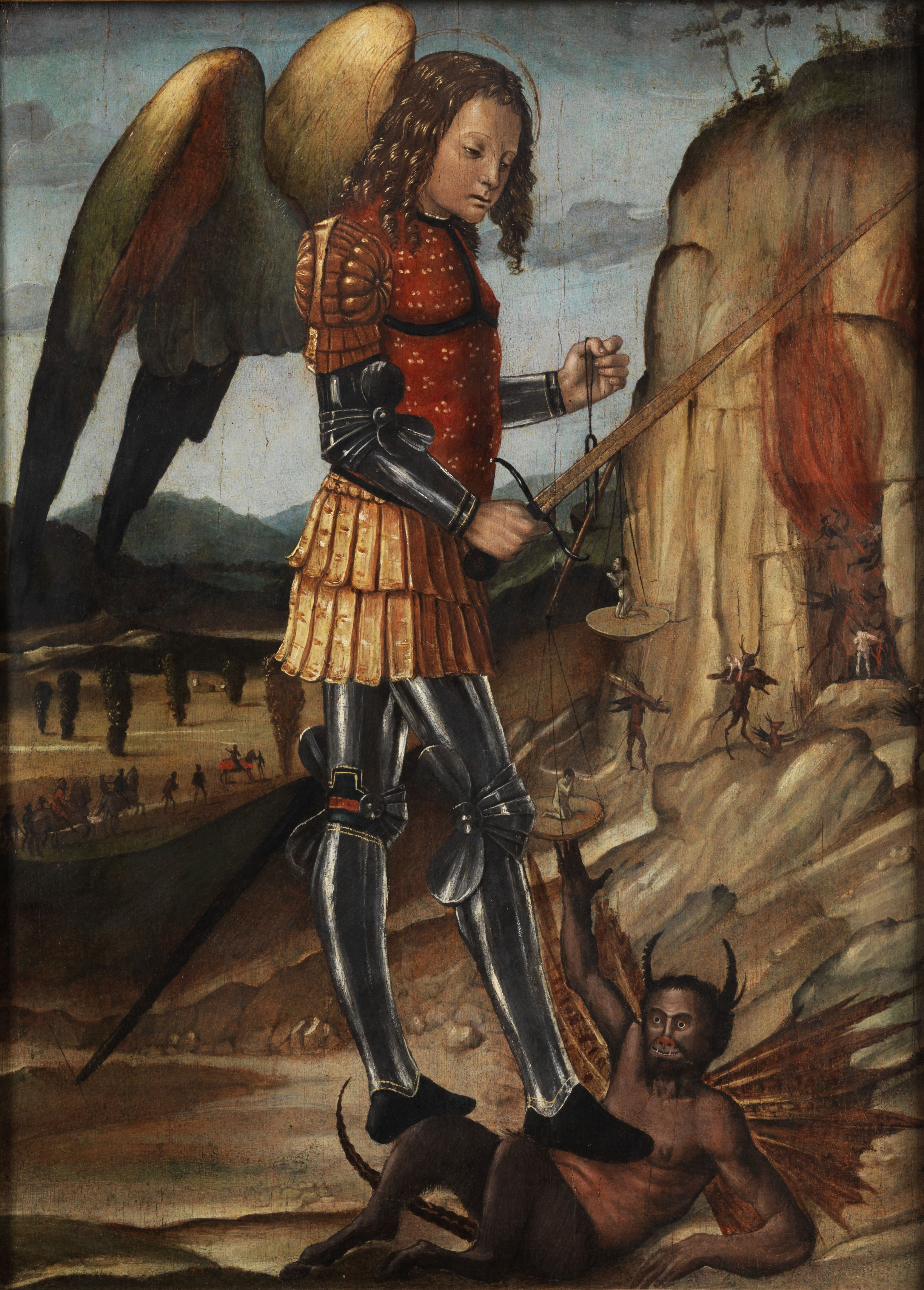
Archange Michel, collection privée.